# والتر لا
والتر لا (انگلیسی: Walter Law؛ ‏ ۲۶ مارس ۱۸۷۶ – ۹ اوت ۱۹۴۰) بازیگر اهل ایالات متحده آمریکا بود.
از فیلم‌ها یا برنامه‌های تلویزیونی که وی در آن نقش داشته است، می‌توان به بزن‌بکوب! و کمیل اشاره کرد.